# Rosocha (Mazovie)
Pour les articles homonymes, voir Rosocha.
Rosocha (prononciation : [rɔˈsɔxa]) est un village polonais de la gmina de Nowe Miasto nad Pilicą dans le powiat de Grójec de la voïvodie de Mazovie dans le centre-est de la Pologne.
Il se situe à environ 6 kilomètres au nord de Nowe Miasto nad Pilicą (siège de la gmina), 31 kilomètres au sud-ouest de Grójec (siège du powiat) et à 68 kilomètres au sud-ouest de Varsovie (capitale de la Pologne).

## Histoire
De 1975 à 1998, le village appartenait administrativement à la voïvodie de Radom.